# Bólido de Ontário de 2014
Em 4 de maio de 2014, por volta das 16 horas e 17 minutos (horário local), um bólido entrou na atmosfera sobre a província de Ontário, no Canadá. Estimou-se que o meteoroide possuía em torno de 50-100 centímetros (20-39 polegadas) de diâmetro. A explosão do bólido na atmosfera foi equivalente a, aproximadamente, 10-20 toneladas de TNT. O meteoro foi primeiramente visto em Peterborough, em Ontário, viajando em uma trajetória sudoeste-nordeste. Em média, um meteoro desse tamanho colide com a Terra cerca de duas vezes por semana.
O meteoro era grande o suficiente para que pudesse gerar meteoritos. O local do possível impacto ainda não foi encontrado. Dados de radares meteorológicos sugerem que o(s) meteorito(s) estaria(m) próximo(s) a Codrington, em Brighton (Ontário).